# Adonis (comédie musicale)
Pour les articles homonymes, voir Adonis.
Adonis est une comédie musicale burlesque en deux actes, dont le livret et les paroles sont de William Gill (en). Il s'agit d'une parodie du mythe de Pygmalion. Située en Grèce, la comédie musicale raconte l'histoire d'une magnifique statue masculine du personnage mythologique Adonis qui prend vie et trouve les manières humaines si déplaisantes qu'il choisit de se retransformer en pierre - après avoir parodié plusieurs personnalités célèbres. Envisagée à l'origine comme un rôle vedette pour l'acteur Henry E. Dixey dans celui d'Adonis, la pièce parodie la légende de Pygmalion en inversant les genres : la statue qui prend vie n'est pas une femme, mais un homme. Ce faisant, l'histoire n'est plus celle de l'objectivation sexuelle d'une femme, mais place au contraire un homme comme objet incarné du désir sexuel.
Dans la tradition du pastiche, la musique d'Adonis est largement inspirée de divers compositeurs d'opérettes du XIXe siècle, parmi lesquels Edmond Audran, David Braham (en), Jacques Offenbach, Robert Planquette, Johann Strauss II, Arthur Sullivan et Franz von Suppé. L'œuvre utilise également des musiques d'autres compositeurs de musique classique tels que Ludwig van Beethoven, Joseph Haydn et Wolfgang Amadeus Mozart. Des paroles originales de William Gill ont été ajoutées à cet ensemble musical. Edward E. Rice et John Eller ont joué un rôle dans la sélection et l'arrangement de ces musiques d'autres compositeurs, et ils ont également tous deux contribué à l'œuvre en y apportant une certaine quantité de musique originale. L'œuvre comprend également plusieurs divertissements de style vaudeville imaginés, chorégraphiés et dirigés par Henry E. Dixey. En plus de créer la musique d'Adonis, Edward E. Rice est le producteur de la comédie musicale et Eller est le directeur musical du spectacle, tant pour la production originale de 1884 à Chicago que pour la production de longue durée à Broadway.. James C. Scanlan est cité comme metteur en scène des productions originales de Chicago et de Broadway. et Henry E. Dixey est également crédité comme metteur en scène de la production de Broadway.
Adonis est la comédie musicale la plus longue de l'âge doré. Certains auteurs spécialisés dans l'histoire de la comédie musicale qualifient l'œuvre de « première comédie musicale à succès de Broadway » parce qu'elle a été la première œuvre scénique de Broadway, musicale ou autre, à dépasser le nombre de 500 représentations dans un théâtre de Broadway,. D'autres auteurs ont cependant déclaré que The Black Crook (1866, première) mérite la distinction de « première comédie musicale à succès » parce qu'elle est la première comédie musicale à avoir une longue durée de vie à Broadway. La première d'Adonis à lieu en 1884. C'est la première comédie musicale à dépasser le record de performance de The Black Crook. Elle bat les records du box-office de Broadway pour les bénéfices, les ventes de billets et la longévité de la représentation.